# Železniško postajališče Rosalnice
Železniško postajališče Rosalnice je eno izmed železniških postajališč v Sloveniji, ki oskrbuje bližnje naselje Rosalnice.